# Trilacuna angularis
Espèce
Trilacuna angularis est une espèce d'araignées aranéomorphes de la famille des Oonopidae.

## Distribution
Cette espèce est endémique de la municipalité de Chongqing en Chine,.

## Publication originale
- Tong & Li, 2007 : One new genus and four new species of oonopid spiders from southwest China (Araneae: Oonopidae). Annales Zoologici, vol. 57, no 2, p. 331-340.